# Золоторожская улица
Золоторо́жская у́лица — улица в Москве. Располагается в районе Лефортово между Золоторожской набережной и Волочаевской улицей.

## Происхождение названия
Название с 1994 года. Названа по ручью Золотой Рожок, заключённому в коллектор, над которым расположена проезжая часть улицы. До 1919 года название Золоторожская улица носила соседняя Волочаевская улица.

## Реконструкция
Существует проект связки Золоторожской улицы с Шоссе Энтузиастов. На 2020 год ведутся работы, связанные с модернизацией железнодорожного путепровода через реку Яуза.